# Maurice Novarina
Maurice Novarina (Thonon-les-Bains, 28 giugno 1907 – Thonon-les-Bains, 28 settembre 2002) è stato un architetto francese.

## Biografia

### Formazione
Maurice Novarina fu allievo dell'École spéciale des travaux publics (ESTP) e dell'École nationale supérieure des beaux-arts (ENSBA). Ottenne il diploma d'architetto DPLG nel 1933. Giovane architetto, lavorò con Louis Moynat, architetto di Thonon-les-Bains e con suo padre, impresario edile.

### Carriera
Maurice Novarina esercitò la professione di architetto e di urbanista tra il 1933 e il 2000. La sua prima opera fu la costruzione della chiesa di Vongy, in Alta Savoia. La committenza religiosa resterà presente lungo tutta la sua vita, e lo condurrà a collaborare con padre Paul Couturier, figura emblematica del movimento liturgico in Francia, e con numerosi artisti moderni come Fernand Léger, Georges Rouault, Jean Bazaine, Alfred Manessier, Pierre Sabatier, André Poirson, Raoul Ubac. Gli edifici di culto, fra cui la chiesa di Notre-Dame-de-Toute-Grâce del plateau d'Assy, sono esempi della complementarità fra architettura e arti plastiche.
Alla fine della Seconda guerra mondiale, il Ministero della Ricostruzione e dell'Urbanistica (MRU) nominò degli architetti in capo nei diversi dipartimenti francesi e Maurice Novarina fu uno degli attori – in verità meno  incisivo di altri – di questa avventura della ricostruzione in Francia. A partire dal 1948, lavorò a Pont-Audemer nel dipartimento dell'Eure, su progetti di ricostruzione d'infrastrutture pubbliche come scuole, cinema, sale comunali, chiese. Nel novembre del 1946, subentra nello studio di Henri Jacobi, acquisendone beni materiali e clienti.
Successivamente, a partire dal 1958, fu architetto in capo di grandi operazioni urbanistiche in tutta la Francia: Évreux, Annecy, Besançon (quartiere di Planoise), Corbeil-Essonnes, Dole, Argentan, Alençon, Saint-Quentin-en-Yvelines, Villefranche-sur-Saône, Grenoble, Lione La Duchère.
Nominato architetto in capo degli edifici pubblici e dei palazzi nazionali negli anni 1960, all'epoca dello sviluppo dei centri culturali e degli impianti sportivi, Maurice Novarina concepisce edifici pubblici come la casa della cultura di Thonon-les-Bains, il teatro di Pont-Audemer, le spiagge e i centri nautici di Évian-les-Bains, Thonon-les-Bains e Divonne-les-Bains, il palazzetto dello sport di Megève. La città di Grenoble in occasione dei X Giochi olimpici invernali (1968) gli affidò la realizzazione dei complessi del villaggio olimpico e del quartiere Malherbe, nonché il municipio. Nel 1973, vinse il concorso per il palazzo di giustizia di Annecy e, nel 1981, inaugurò il centro culturale Bonlieu nella stessa città. A questi progetti si devono aggiungere edifici residenziali, case private, alberghi, ospedali, edifici scolastici e universitari, e un progetto all'estero: il centro televisivo di Riad, in Arabia Saudita.
Le altre sue opere sono localizzate nella metà orientale della Francia (soprattutto Alta Savoia, Savoia, Doubs, Giura, Isère) e nella regione parigina; lo studio di Thonon-les-Bains fu trasferito negli anni 1960 a Parigi. Lungo la sua carriera, Novarina conciliò lavori di scala locale a progetti di rilievo nazionale.
Fu eletto membro dell'Académie des beaux-arts il 6 giugno 1979. Aymeric Zublena gli succederà nel 2008 e pronunciò il suo elogio il 2 dicembre 2009. Nel 1987 fu eletto l'Académie des sciences, belles-lettres et arts de Savoie, come titolare effettivo non residente..
Dalla moglie, morta nel 2003, ebbe due figli: Patrice Novarina, anch'egli architetto, e Valère Novarina, scrittore.

## Opere

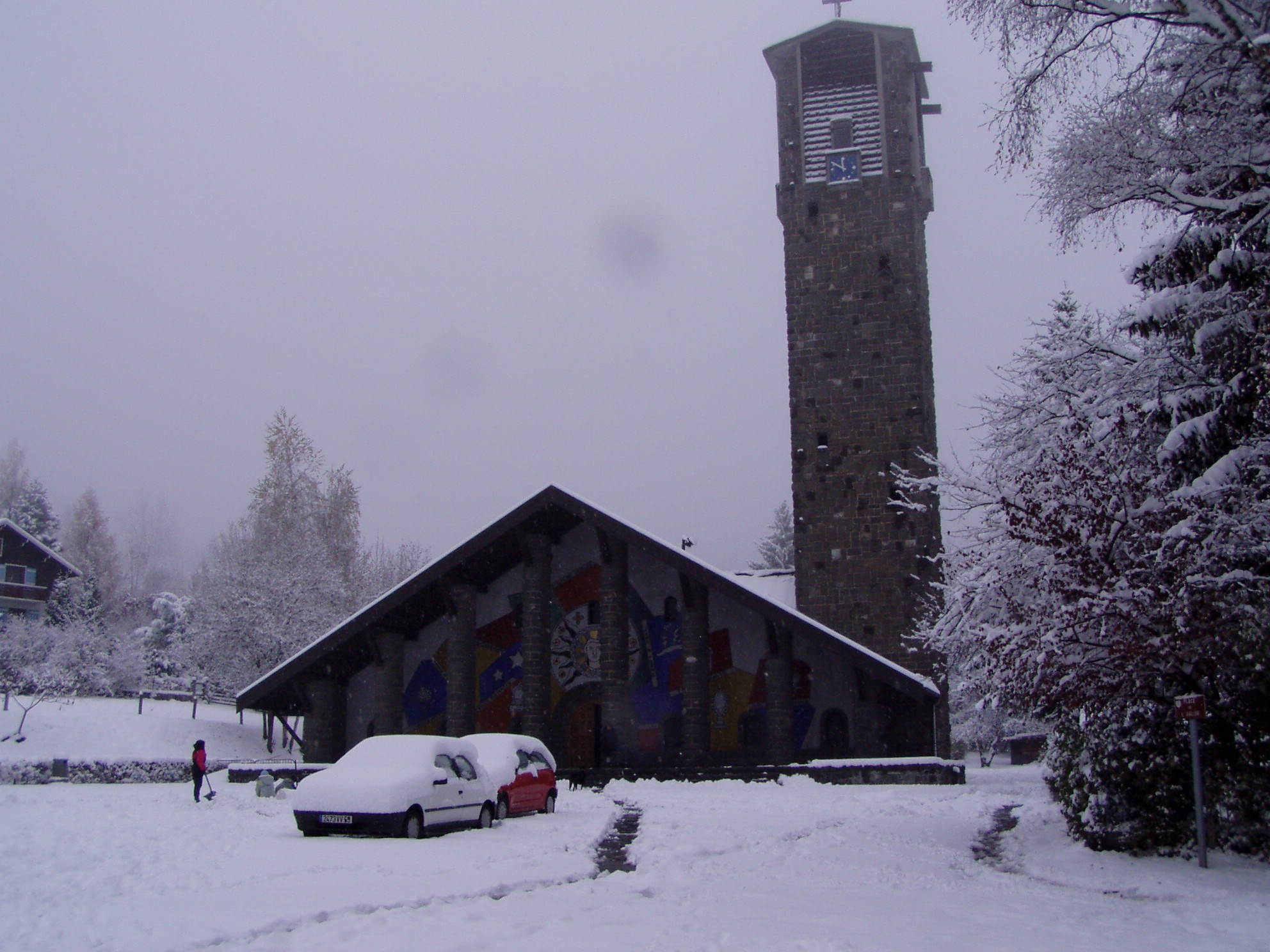
La chiesa di Notre-Dame-de-Toute-Grâce del plateau d'Assy a Passy.

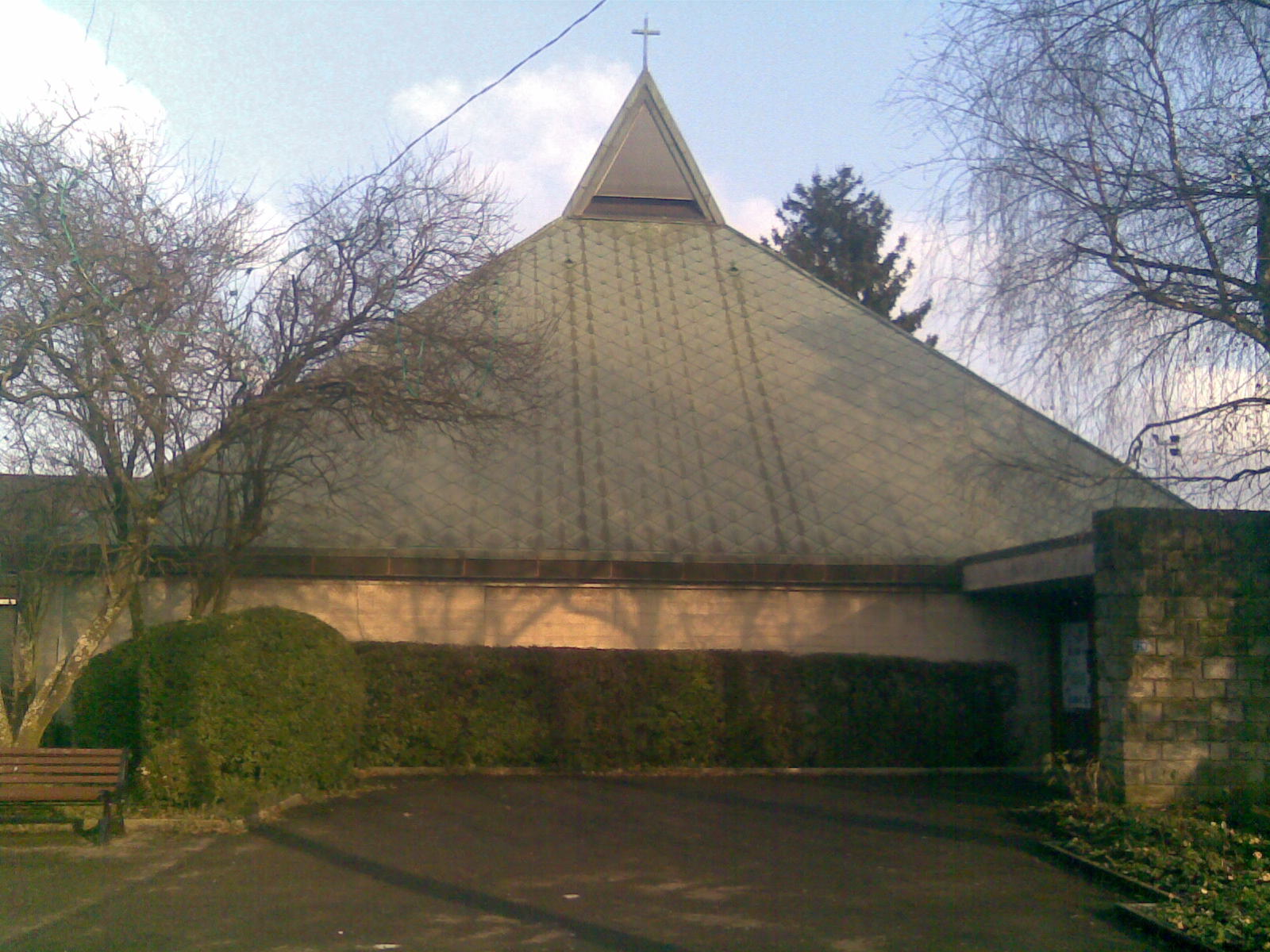
La chiesa di Notre-Dame de la Rencontre ad Amphion-Publier.

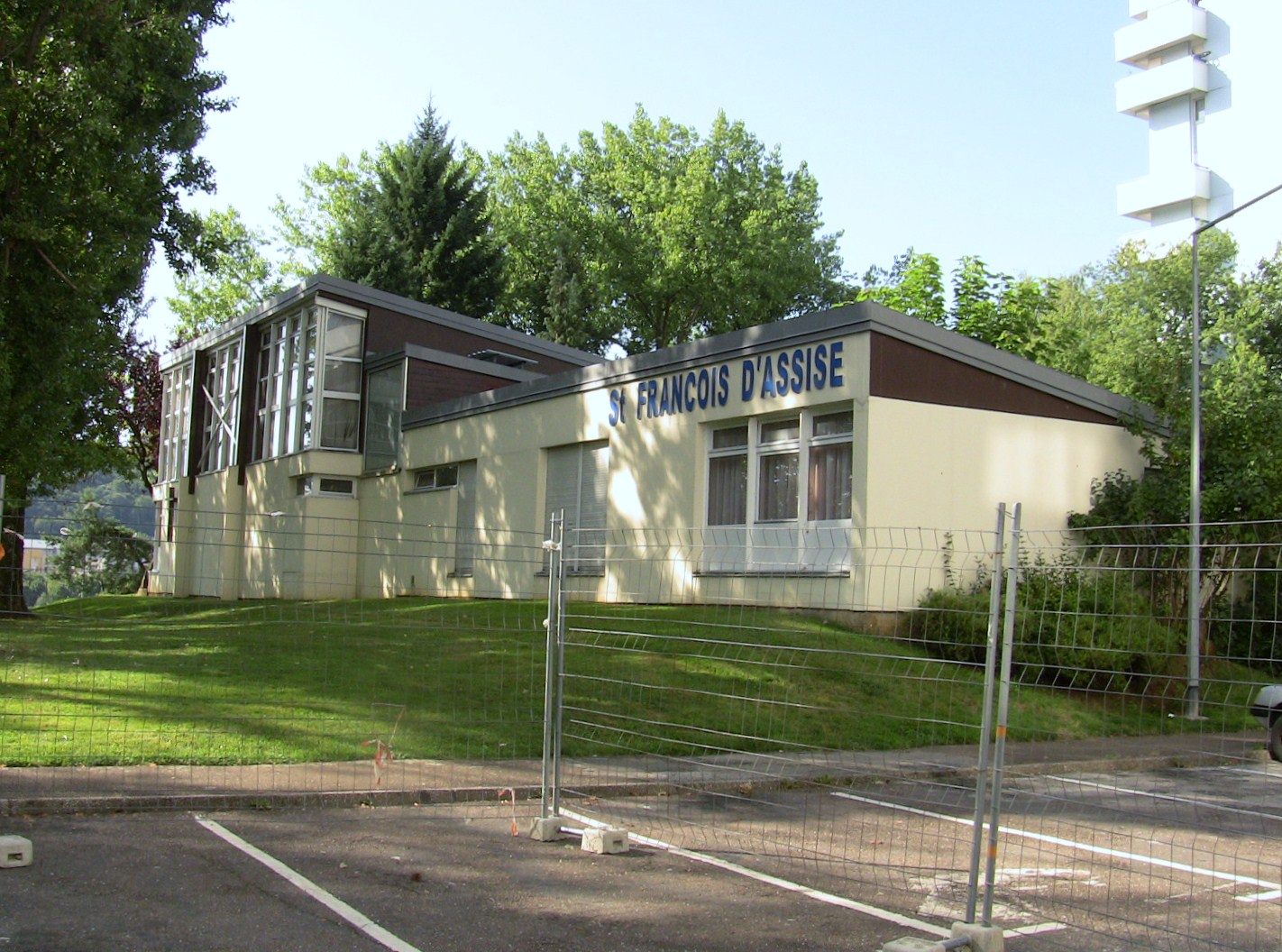
La chiesa di San Francesco d'Assisi a Besançon.

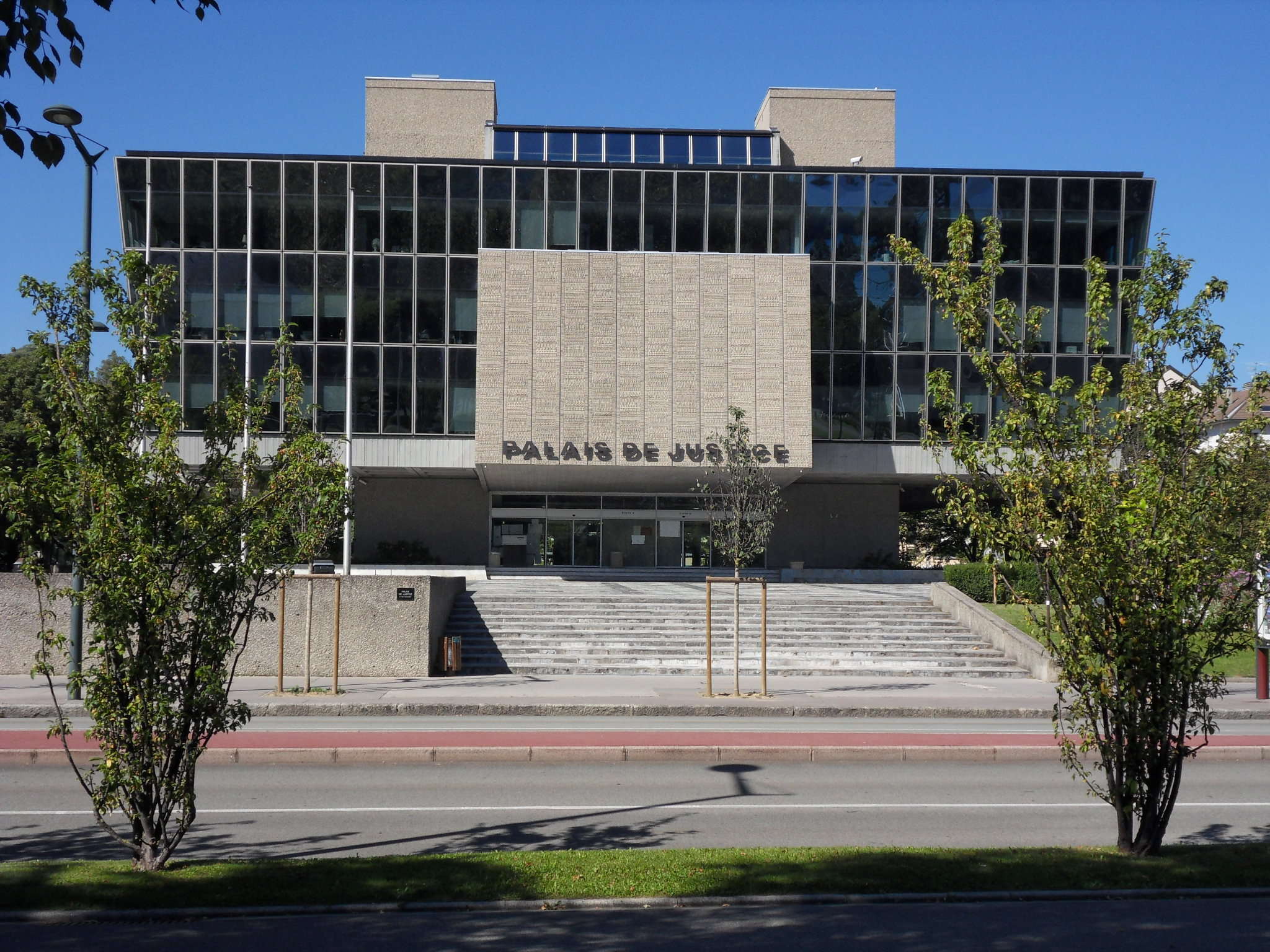
Il Palazzo di giustizia di Annecy.

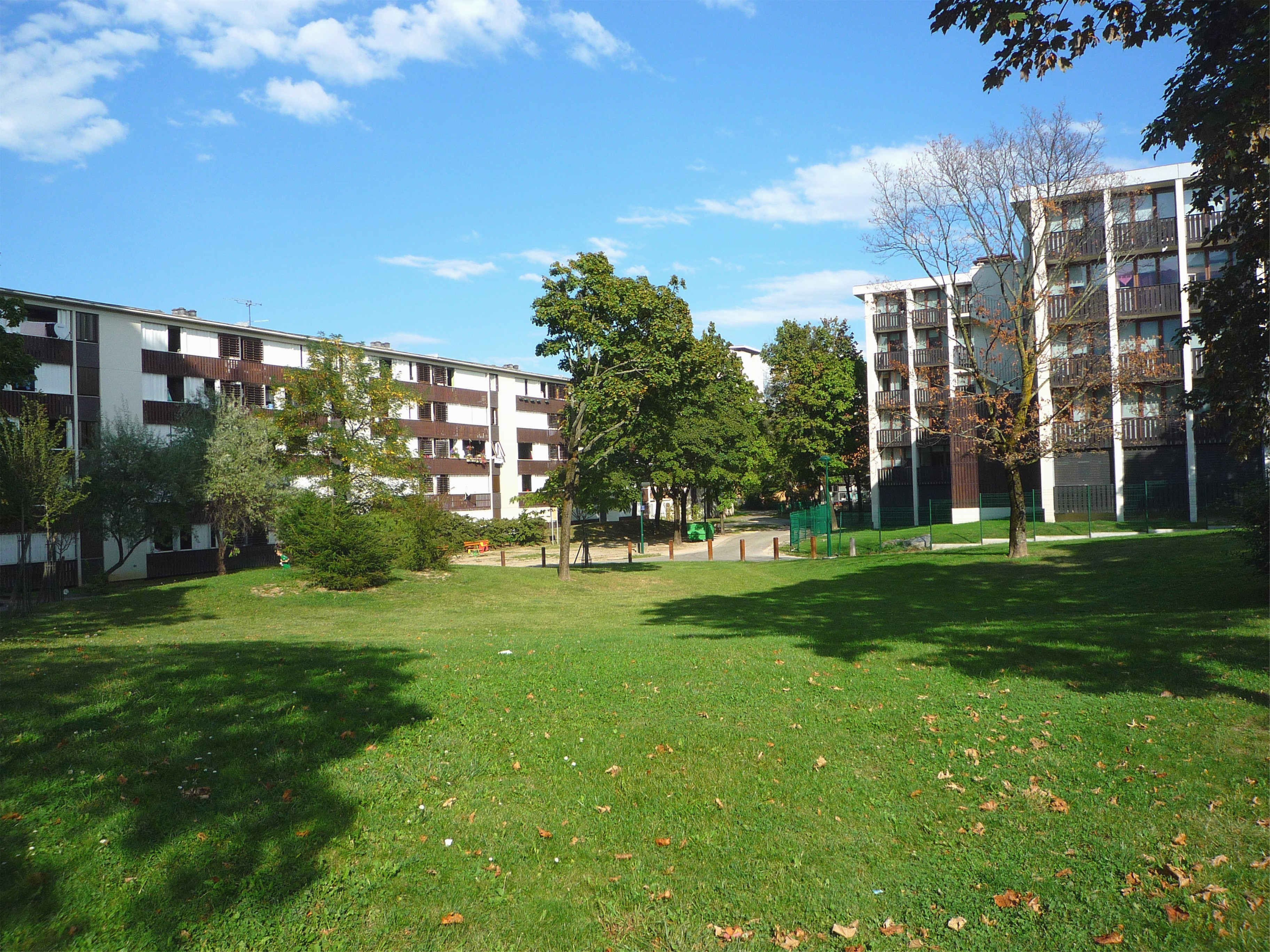
Il Villaggio Olimpico di Grenoble.

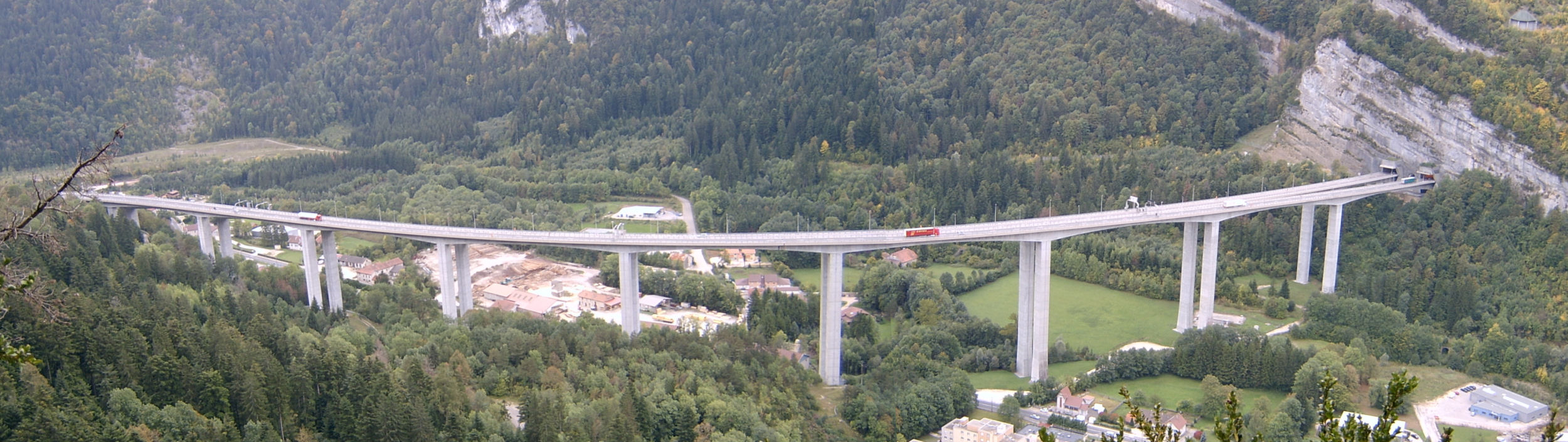
Il viadotto di Nantua sull'autostrada A40.

Il suo ritmo di lavoro, intenso lungo tutta la sua carriera, è testimoniato da cifre impressionanti: più di 40 000 abitazioni realizzate, 26 chiese, 22 scuole, e 80 infrastrutture. Diversi edifici sono annoverati fra i  monumenti storici, o fra il Patrimonio del XX secolo, 15 di loro sono nella regione Rodano-Alpi.

### Edifici di culto
Fra i 32 edifici di culto vi sono:
- chiesa di Notre-Dame du Léman nel quartiere di Vongy a Thonon-les-Bains (1933-35, Patrimonio del XX secolo), restaurata dopo un incendio nel 1990 dallo stesso architetto;
- chiesa di Notre-Dame des Alpes a Saint-Gervais-les-Bains (1936-39);
- chiesa di Notre-Dame-de-Toute-Grâce del plateau d'Assy a Passy (1937-46), decorata da numerosi artisti, fra cui Fernand Léger, Henri Matisse, Marc Chagall, Georges Braque e Georges Rouault (monumento storico);
- cappella Notre-Dame-de-Toute-Prudence a Bonneval-sur-Arc[4]. (1939, Patrimonio del XX secolo);
- cappella Don Bosco presso il centro commerciale de l'Étoile a Thonon-les-Bains (1945);
- chiesa del Sacro Cuore, Audincourt (1949-1951);
- chiesa di Notre-Dame-de-Plaimpalais ad Alby-sur-Chéran (1954-60);
- chiesa di Notre-Dame de la Rencontre ad Amphion-Publier (1954-59);
- chiesa di Notre-Dame-de-la-Paix a Villeparisis (1958, Patrimonio del XX secolo);
- chiesa di Notre-Dame-de-Béligny a Villefranche-sur-Saône (1962, Patrimonio del XX secolo);
- chiesa di Notre-Dame-de-Lourdes a Thonon-les-Bains (1965);
- chiesa di San Simondo ad Aix-les-Bains (1963-65);
- chiesa di Santa Bernadetta ad Annecy (1964-69, Patrimonio del XX secolo) con Claude Fay;
- chiesa di Notre-Dame a La Tronche (1966, Patrimonio del XX secolo);
- chiesa di Notre-Dame-de-la-Paix a Étrembières (1966-67);
- convento della Visitazione di Marclaz a Thonon-les-Bains (1968);
- cappella dell'ospedale di Thonon-les-Bains (1970, Patrimonio del XX secolo);
- chiesa di San Francesco d'Assisi a Besançon-Planoise (1970-1972);
- chiesa di Sant'Andrea a Ézy-sur-Eure (1956-1957, Patrimonio del XX secolo)
- chiesa di San Michele (1963, Patrimonio del XX secolo) [5]

### Edifici pubblici
- edifici amministrativi: Municipio di Grenoble (1965-68, Patrimonio del XX secolo), Palazzo di giustizia di Annecy (1973-78), Centro televisivo di Riad (1982-83); Stazione di Grenoble, costruita nel 1967 per i X Giochi olimpici invernali.
- edifici culturali: La Casa delle Arti (Thonon-les-Bains, 1963-66), il Centro culturale di Bonlieu (Annecy, 1963-81); il teatro L'Éclat a Pont-Audemer
- impianti sportivi: Palazzetto dello sport di Megève; centro nautico di Divonne-les-Bains (1963), centro nautico di Évian-les-Bains (1966, Patrimonio del XX secolo)
- alberghi: Villa Novarina (Strasburgo);
- edifici scolastici: collège Notre-Dame de Bellevaux (Bellevaux, 1948-1953), complesso scolastico di Routot (1954)
- negozi: la Buvette Prouvé-Novarina alla sorgente Cachat di Évian-les-Bains (1956, Patrimonio del XX secolo)
- il viadotto di Nantua (A 40), il Viadotto di Poncin (A 40), il viadotto di Neyrolles; la barriera di Sault-Brénaz a Porcieu-Amblagnieu.

### Abitazioni e piani urbanistici

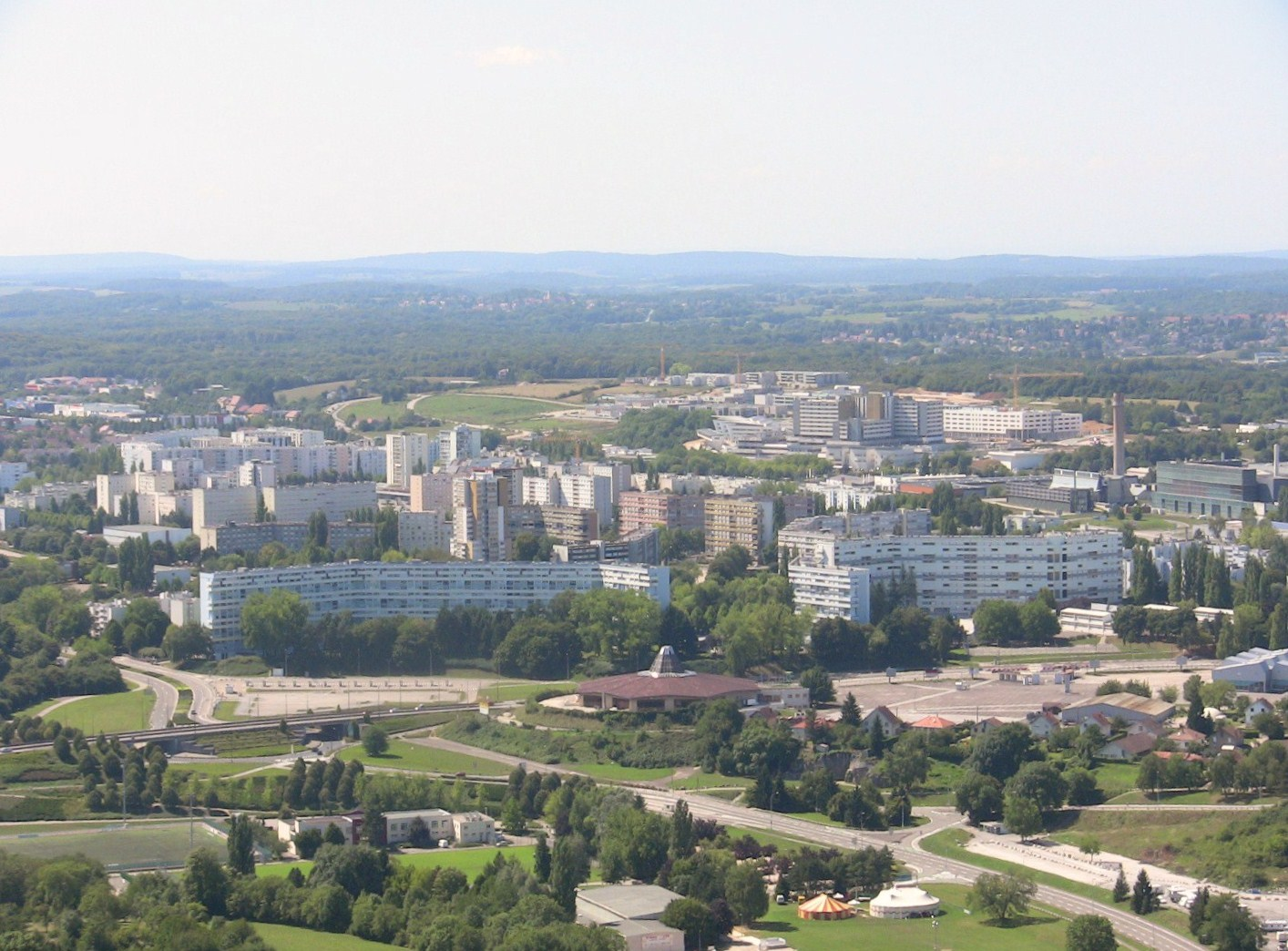
La ZUP di Planoise, costruita parzialmente da Maurice Novarina

- condomini: il quartiere di La Madeleine a Évreux, 1º lotto;
- grattacieli: il Périscope e la torre Super-Italie, a Parigi, sull'avenue d’Italie (Italie 13);
- quartieri: città della Sardagne a Cluses (1949, Patrimonio del XX secolo); immobile della zona d'urbanizzazione ad Annecy (1962, Patrimonio del XX secolo); quartiere della Rénovation (Thonon-les-Bains, 1965-1985); quartiere del Villaggio Olimpico (Grenoble, 1965-67, Patrimonio del XX secolo); les Époisses a Planoise; città di Vouilloux a Sallanches (1970, Patrimonio del XX secolo);
- casa private: casa detta Maison à Pélo Ben[6], 720 avenue du Léman a Neuvecelle (1960, Patrimonio del XX secolo).

## Riconoscimenti
- Premio Delarue (1952).
- Premio dell'architettura privata dell'Académie d'architecture (fondazione Le Soufaché) (1959).
- medaglia d'argento (1960) poi medaglia d'oro (1965) della Société d'encouragement à l'art et à l'industrie.
- Prix des neiges conferito ai savoiardi che hanno illustrato la Savoia e l'Alta Savoia.

## Ricezione della sua opera
- Mostra « Maurice Novarina, un architecte dans son siècle », retrospettiva a cura del CAUE dell'Alta Savoia e presentata a Thonon-les-Bains dal settembre 2007 al marzo 2008 e ad Annecy (novembre 2007) poi a Lione da marzo a maggio 2008 per celebrare il centenario della nascita.
- Dopo il 2010, gli archivi privati di Maurice Novarina sono raggruppati agli Archivi dipartimentali dell'Alta Savoia ad Annecy. Comprendono i fondi d'archivio dell'architetto, donati dai figli Valère e Patrice Novarina, e i fondi che l'architetto aveva donato in vita al Ministero della Cultura e della Comunicazione.